# Frahier-et-Chatebier
Frahier-et-Chatebier is een gemeente in het Franse departement Haute-Saône (regio Bourgogne-Franche-Comté). De plaats maakt deel uit van het arrondissement Lure. Frahier-et-Chatebier telde op 1 januari 2022 1.377 inwoners.
Frahier behoorde tijdens het ancien régime toe aan de abdij van Lure.

## Geografie
De oppervlakte van Frahier-et-Chatebier bedroeg op 1 januari 2022 17,39 vierkante kilometer; de bevolkingsdichtheid was toen 79,2 inwoners per km².

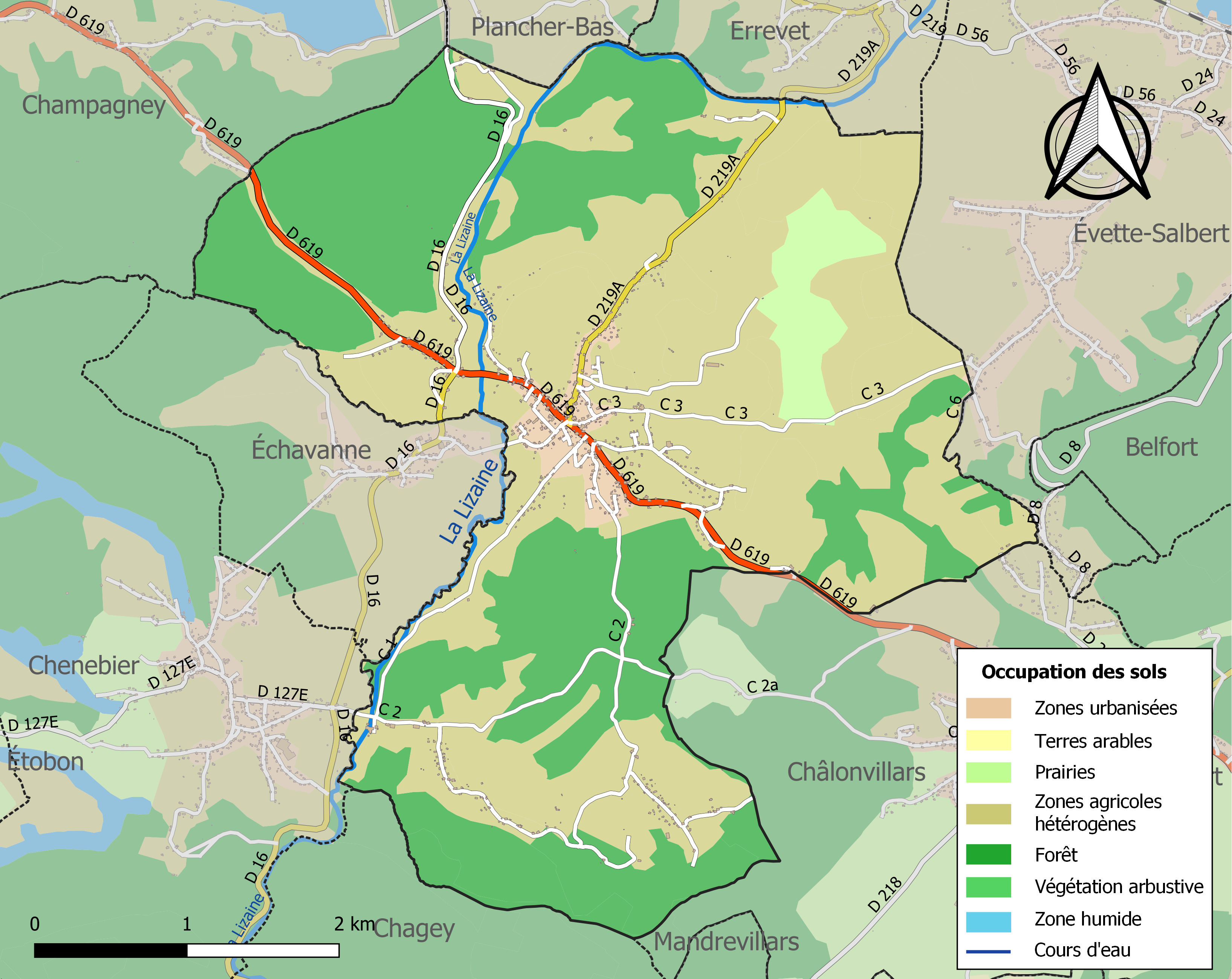
Kaart van de gemeente met de belangrijkste infrastructuur, bodemgebruik en omliggende gemeenten

## Demografie
Onderstaande figuur toont het verloop van het inwonertal (bron: INSEE-tellingen).